# Gotlandština

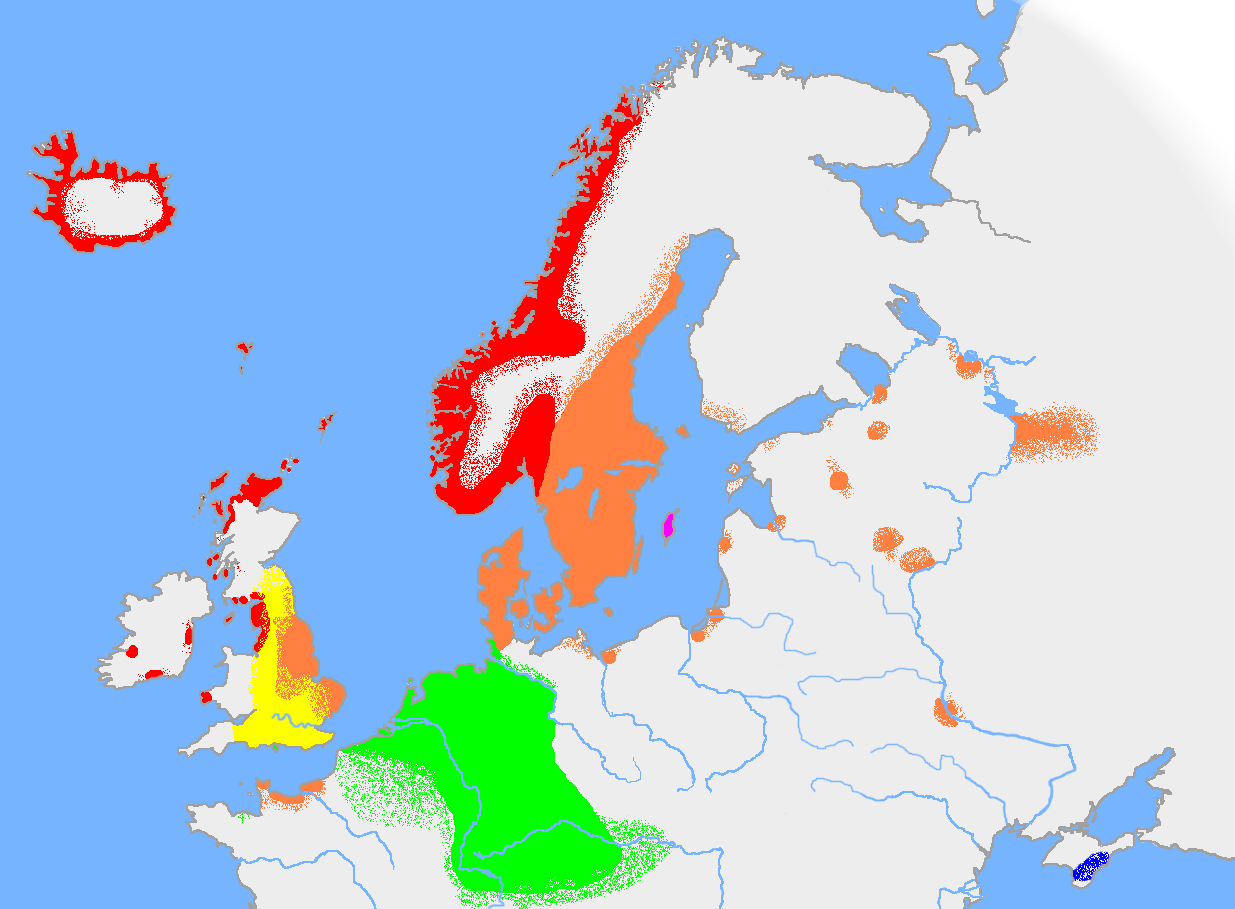
Užívání severogermánských jazyků a gotlanštiny (růžově) na začátku 10. století.

Gotlandština (švédsky gutniska, gutamål nebo gotländska) je severogermánský jazyk používaný obyvateli ostrova Gotland (Švédsko), někdy pokládaný za dialekt švédštiny.
Starogotlandština se výrazně lišila od všech severogermánských jazyků. Byla v těsném kontaktu s východogermánštinou, konkrétně s gótštinou. V kulturní tradici gotlandštiny je zajímavé, že si udržela runové písmo až do začátku 16. století, tedy mnohem déle než ve většině germánských jazyků.
O jazyk se od roku 1945 stará spolek Gutamålsgillet, uvádí, že jazyk aktivně používá 2 000 až 5 000 lidí. 